# Quarryville
Quarryville é um distrito localizado no estado norte-americano de Pensilvânia, no Condado de Lancaster.

## Demografia
Segundo o censo norte-americano de 2000, a sua população era de 1994 habitantes.
Em 2006, foi estimada uma população de 2131, um aumento de 137 (6.9%).

## Geografia
De acordo com o United States Census Bureau tem uma área de
3,4 km², dos quais 3,4 km² cobertos por terra e 0,0 km² cobertos por água. Quarryville localiza-se a aproximadamente 125 m acima do nível do mar.

## Localidades na vizinhança
O diagrama seguinte representa as localidades num raio de 16 km ao redor de Quarryville.